# Шомиш
Шомиш (каз. Шөміш) — станция в Аральском районе Кызылординской области Казахстана. Входит в состав Аралкумского сельского округа. Код КАТО — 433234700.

## Население
В 1999 году население станции составляло 310 человек (165 мужчин и 145 женщин). По данным переписи 2009 года, в населённом пункте проживало 407 человек (217 мужчин и 190 женщин).